# Pont del Cementiri d'Enviny
El Pont del Cementiri d'Enviny és un pont d'Enviny al municipi de Sort (Pallars Sobirà) inclosa a l'Inventari del Patrimoni Arquitectònic de Catalunya.

## Descripció
Petit pont que dona accés al cementiri d'Enviny, està situat darrere la capçalera de l'església parroquial però separat d'aquesta per un petit torrent.
Té només una arcada de mig punt formada per dovelles toscament tallades i de dimensions superiors a l'aparell restant que està integrat per blocs, paral·lelepipèdics i molt allargats, de pedra pissarrosa.